# 日産・Dプラットフォーム
日産・Dプラットフォームとは、日産自動車・ルノーの中大型FF車用のプラットフォームの名称であり、同時に日産・FF-Lプラットフォームの後継である。
尚、エルグランドとクエストはホイールベースを3,000mmに延長し、主骨格に床面の振動を抑制する「フロアビード形状」を採用するなど各部をミニバン向けに大幅に強化されたものが採用されている。

## 搭載車種
- アルティマ (L32、L33、L34)
- アルティマクーペ (U32)
- ティアナ (J32、L33)
  - ティアナセドリック（中国市場専売）
- ムラーノ (Z51、Z52)
- マキシマ (A35、A36)
- クエスト (RE52)
- エルグランド (E52)
- パスファインダー (R52、R53)
- インフィニティ・JX（L50）
- インフィニティ・QX60（L50、L51）
- ルノー・ラグナ(3代目)
- ルノー・ラティテュード
- ルノー・タリスマン(中国向け、L47)
- ルノー・サフラン（3代目）
- ルノーサムスン・SM5(3代目・L43)
- ルノーサムスン・SM7(2代目・L47)